# Quem di diligunt adulescens moritur
La locuzione latina Quem di diligunt adulescens moritur, tradotta letteralmente, significa Muore giovane chi è amato dagli dei. (Plauto, Bacchides, a. IV).
In italiano l'espressione analoga è sempre i migliori se ne vanno: in senso figurato, le persone più brave sono destinate, in breve tempo, a ricoprire incarichi di responsabilità.